# Chevroux (Franciaország)
Chevroux egy település Franciaországban, Ain megyében. Lakosainak száma 981 fő (2022. január 1.). Chevroux Boissey, Boz, Gorrevod, Manziat, Ozan, Saint-Étienne-sur-Reyssouze és Bâgé-Dommartin községekkel határos.

## Népesség
A település népességének változása:
| Lakosok száma | 587  | 517  | 586  | 823  | 944  | 964  | 952  | 961  | 966  | 981  |
|               | 1968 | 1982 | 1990 | 2006 | 2013 | 2015 | 2017 | 2019 | 2020 | 2022 |